# Mason City (Illinois)
Mason City es una ciudad ubicada en el condado de Mason en el estado estadounidense de Illinois. En el Censo de 2010 tenía una población de 2343 habitantes y una densidad poblacional de 892,15 personas por km².

## Geografía
Mason City se encuentra ubicada en las coordenadas 40°12′8″N 89°41′50″O / 40.20222, -89.69722. Según la Oficina del Censo de los Estados Unidos, Mason City tiene una superficie total de 2.63 km², de la cual 2.63 km² corresponden a tierra firme y (0%) 0 km² es agua.

## Demografía
Según el censo de 2010, había 2343 personas residiendo en Mason City. La densidad de población era de 892,15 hab./km². De los 2343 habitantes, Mason City estaba compuesto por el 98.51% blancos, el 0.43% eran afroamericanos, el 0.13% eran amerindios, el 0.13% eran asiáticos, el 0% eran isleños del Pacífico, el 0.17% eran de otras razas y el 0.64% pertenecían a dos o más razas. Del total de la población el 0.98% eran hispanos o latinos de cualquier raza.